# Jamnoje (obwód woroneski)
Jamnoje (ros. Ямное) – wieś w Rosji, w obwodzie woroneskim, w rejonie ramońskim. W 2010 liczyła 2309 mieszkańców.